# Halowe Mistrzostwa Świata w Lekkoatletyce 1991 – bieg na 3000 m mężczyzn
Bieg na 3000 m mężczyzn – jedna z konkurencji rozgrywanych podczas halowych mistrzostw świata w lekkoatletyce w 1991. Eliminacje odbyły się 8 marca, a finał został rozegrany 10 marca.
Do eliminacji zgłoszonych zostało 24 zawodników z 18 państw.
Zawody w tej konkurencji wygrał reprezentant Irlandii Frank O'Mara. Drugą pozycję zajął zawodnik z Maroka Hammu Butajjib, trzecią zaś reprezentujący Wielką Brytanię Robert Denmark.

## Wyniki

### Eliminacje
Źródło: 
Bieg 1
| Miejsce | Zawodnik            | Państwo           | Wynik   | Uwagi |
| ------- | ------------------- | ----------------- | ------- | ----- |
| 1.      | Frank O'Mara        | Irlandia          | 7:50,64 |       |
| 2.      | José Luis González  | Hiszpania         | 7:50,69 |       |
| 3.      | Pascal Thiébaut     | Francja           | 7:50,90 |       |
| 4.      | Jacinto Navarrete   | Kolumbia          | 7:51,19 | AR    |
| 5.      | Moses Kiptanui      | Kenia             | 7:53,02 |       |
| 6.      | Mahmud al- Kalbousi | Tunezja           | 7:53,75 | NR    |
| 7.      | Paul Larkins        | Wielka Brytania   | 7:56,20 |       |
| 8.      | Jewgienij Leontjew  | ZSRR              | 7:56,68 |       |
| 9.      | Stéphane Franke     | Niemcy            | 7:58,82 |       |
| 10.     | Ricardo Vera        | Urugwaj           | 8:06,81 |       |
| 11.     | Jim Norris          | Stany Zjednoczone | 8:08,34 |       |
| –       | Muhammad al-Sinjar  | Maroko            | DNF     |       |

Bieg 2
| Miejsce | Zawodnik            | Państwo           | Wynik   | Uwagi |
| ------- | ------------------- | ----------------- | ------- | ----- |
| 1.      | Hammu Butajjib      | Maroko            | 7:48,62 | PB    |
| 2.      | Robert Denmark      | Wielka Brytania   | 7:48,92 |       |
| 3.      | John Scherer        | Stany Zjednoczone | 7:49,05 |       |
| 4.      | Mogens Guldberg     | Dania             | 7:49,55 | NR    |
| 5.      | Rob de Brouwer      | Holandia          | 7:51,34 | NR    |
| 6.      | Mathias Ntawulikura | Rwanda            | 7:51,37 | NR    |
| 7.      | Anacleto Jiménez    | Hiszpania         | 7:51,67 | PB    |
| 8.      | Kaï Jenkel          | Szwajcaria        | 8:03,96 |       |
| 9.      | Nick O'Brien        | Irlandia          | 8:10,63 |       |
| 10.     | Diomede Cishahayo   | Burundi           | 8:16,87 | NR    |
| 11.     | Tadele Abebe        | Etiopia           | 8:22,81 |       |
| –       | Jacky Carlier       | Francja           | DNF     |       |

### Finał
Źródło: 
| Miejsce | Zawodnik            | Państwo           | Wynik   | Uwagi |
| ------- | ------------------- | ----------------- | ------- | ----- |
| 01 !    | Frank O'Mara        | Irlandia          | 7:41,14 | CR    |
| 02 !    | Hammu Butajjib      | Maroko            | 7:43,64 | PB    |
| 03 !    | Robert Denmark      | Wielka Brytania   | 7:43,90 | NR    |
| 4.      | Mogens Guldberg     | Dania             | 7:44,76 | NR    |
| 5.      | John Scherer        | Stany Zjednoczone | 7:45,12 | PB    |
| 6.      | Pascal Thiébaut     | Francja           | 7:47,51 | NR    |
| 7.      | José Luis González  | Hiszpania         | 7:48,44 |       |
| 8.      | Mathias Ntawulikura | Rwanda            | 7:48,92 | NR    |
| 9.      | Jacinto Navarrete   | Kolumbia          | 7:49,46 | AR    |
| 10.     | Rob de Brouwer      | Holandia          | 7:51,69 |       |